# SaGa

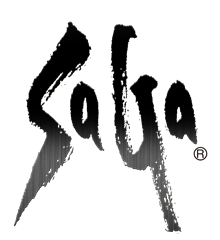

SaGa (яп. サガ, Сага)
 — серія японських науково-фантастичних рольових ігор, розроблених компанією Square Co. (Нині Square Enix). Перша частина вийшла в 1989 році для портативного пристрою Game Boy, створенням керував геймдизайнер Акітосі Кавадзу [джерело?], незмінний учасник усіх наступних ігор серії. Всього лінійка нараховує дев'ять найменувань, ігри виходили для самих різних консолей, старі частини нерідко перевидавалися для сучасних приставок — з покращеною графікою і додатковим змістом. Ігри в чому схожі на представників інших популярних торгових марок компанії, Final Fantasy та Mana, проте відрізняються нетиповим геймплеєм та нелінійними сюжетами, як правило складаються з декількох паралельно протікаючих історій.
Акітосі Кавадзу раніше був відомий за роботою над Final Fantasy та Final Fantasy II, після закінчення цих проектів йому захотілося створити що-небудь особливе, несхоже на ці ігри. Так, в 1988 році спільно з дизайнером Коїті Ісії він зайнявся створенням рольової гри під назвою Makai Tōshi SaGa, яка під час локалізації змінила найменування на The Final Fantasy Legend. Як цільова консоль була обрана кишенькова система Game Boy, що саме набрала популярність завдяки Тетріссам, які вийшли для неї. Деякі наступні частини, слідуючи цій традиції, теж випускалися для портативних консолей, але потім все ж перейшли на стаціонарні Super Nintendo Entertainment System та PlayStation. Незмінним ілюстратором серії залишається Томомі Кабаясі, який також відповідальний за дизайн персонажів багатокористувацької Granado Espada. SaGa активно розвивалася в 1990-ті роки, але потім настав спад, замість нових частин все більше стали виходити портовані версії старих, а сам Кавадзу, ставши начальником другої виробничої команди Square Enix, переключився на серію під назвою Final Fantasy Crystal Chronicles.
Серія дуже популярна на території Японії, продажі майже кожної частини перевищують там мільйон копій. Однак закордоном популярність SaGa набагато нижча, в Північній Америці та Європі ігри не раз отримували розгромні рецензії, критику з приводу незвичайного геймплею та заплутаних способів подачі сюжету, коли цілісне оповідання розривається на кілька окремих новел та нитка історії вислизає від гравця. У вересні 2004 року американський журнал Official US PlayStation Magazine відзначив, що серія загинула при переході на приставку PlayStation 2, маючи на увазі невдачу з грою Unlimited Saga .

## Склад серії
| Назва                    | Року випуску та перевидань  | Платформи                                                                               |
| ------------------------ | --------------------------- | --------------------------------------------------------------------------------------- |
| The Final Fantasy Legend | 1989, 2002, 2007 1990, 1998 | Game Boy, WonderSwan Color, мобільний телефон                                           |
| Final Fantasy Legend II  | 1990, 2009 1991, 1998       | Game Boy, Nintendo DS                                                                   |
| Final Fantasy Legend III | 1991 1993, 1998             | Game Boy, Nintendo DS                                                                   |
| Romancing SaGa           | 1992, 2001, 2005, 2009 2005 | Super Nintendo Entertainment System, WonderSwan Color, PlayStation 2, мобільний телефон |
| Romancing SaGa 2         | 1993                        | Super Nintendo Entertainment System                                                     |
| Romancing SaGa 3         | 1995                        | Super Nintendo Entertainment System                                                     |
| SaGa Frontier            | 1997 1998                   | PlayStation                                                                             |
| SaGa Frontier 2          | 1999 2000 2000              | PlayStation                                                                             |
| Unlimited Saga           | 2002 2003 2003              | PlayStation 2                                                                           |